# ایوانکی در پاریس
ایوانکی در پاریس (به فرانسوی: Un balcon à Paris) یک نقاشی رنگ روغن اثر هنرمند امپرسیونیسم فرانسوی گوستاو کوربه است. این اثر که در حدود سال‌های ۱۸۸۰–۸۱ میلادی کامل شده‌است، دارای اندازه‌های ۵۵/۲ در ۳۹ سانتی‌متر است و هم‌اکنون در مجموعه‌ای شخصی قرار دارد.

## بازنمود
ایوانکی در پاریس یکی از چندین اثر کوربه است که در آن خیابان‌های شهر از چشم‌اندازی که از یک ایوانک دیده می‌شود، کشیده شده‌اند. کوربه این نقاشی را از منظره ایوانک خانه خود در بلوار هوسمان در پاریس کشید. این نقاشی ممکن است از آثار هنرمند ژاپنی اوکی‌یوئه الهام گرفته باشد.